# Nesozineus armatus
Nesozineus armatus là một loài bọ cánh cứng trong họ Cerambycidae.